# Charles Carmichael Lacaita
Charles Carmichael Lacaita (1853-1933 ) fue un político liberal, botánico y pteridólogo británico de origen italiano. En 1885 fue elegido en el Parlamento británico.

## Honores

### Eponimia
Género
- (Boraginaceae) Lacaitaea Brand[1]

19 especies, entre ellas
- (Asteraceae) Centaurea lacaitae Peruzzi

- (Asteraceae) Cirsium lacaitai Petr.[2]

- (Boraginaceae) Echium lacaitae Sennen

- (Brassicaceae) Draba lacaitae Boiss.

- (Caryophyllaceae) Cerastium lacaitae Barberis, Bechí & Miceli

- (Caryophyllaceae) Silene lacaitae Willk.

- (Cistaceae) Halimiocistus × lacaitae Dans.

- (Lamiaceae) Micromeria lacaitae Lojac.

- (Leguminosae) Lathyrus lacaitae  Czefr.

- (Liliaceae) Gagea lacaitae N.Terracc. ex Lojac.

- (Orchidaceae) Ophrys lacaitae Lojac.

- (Plumbaginaceae) Armeria lacaitae (Villar) Rivas Mart.

- La abreviatura «Lacaita» se emplea para indicar a Charles Carmichael Lacaita como autoridad en la descripción y clasificación científica de los vegetales.[3]